# Inca violifère
Coeligena violifer
Espèce
Statut de conservation UICN

 LC  : Préoccupation mineure
Statut CITES
L'Inca violifère (Coeligena violifer) est une espèce de colibris de la sous-famille des Lesbiinae et de la tribu des Heliantheini.

## Distribution
L'Inca violifère est présente au Pérou et en Bolivie.

Carte de répartition de l'espèce